# Kanton Moûtiers
Kanton Moûtiers is een kanton van het Franse departement Savoie. Kanton Moûtiers maakt deel uit van het arrondissement Albertville en telt 25.552 inwoners in 2018.

## Gemeenten
Het kanton Moûtiers omvatte tot 2014 de volgende 16 gemeenten:
- Aigueblanche
- Les Avanchers-Valmorel
- Le Bois
- Bonneval
- Feissons-sur-Isère
- Fontaine-le-Puits
- Hautecour
- La Léchère
- Moûtiers (hoofdplaats)
- Notre-Dame-du-Pré
- Saint-Jean-de-Belleville
- Saint-Marcel
- Saint-Martin-de-Belleville
- Saint-Oyen
- Salins-les-Thermes
- Villarlurin

Na:
- De herindeling van de kantons bij decreet van 27 februari 2014, met uitwerking 22 maart 2015, waarbij het opgeheven kanton Bozel bij het kanton Moûtiers werd gevoegd.
- De samenvoeging op 1 januari 2016 van de gemeenten Saint-Martin-de-Belleville en Villarlurin tot de fusiegemeente (commune nouvelle) Les Belleville, waar op 1 januari 2019 nog Saint-Jean-de-Belleville werd aan toegevoegd,
- De samenvoeging op 1 januari 2016 van de gemeenten Fontaine-le-Puits en Salins-les-Thermes tot de fusiegemeente (commune nouvelle) Salins-Fontaine,
- De samenvoeging op 1 januari 2017 van de gemeenten Saint-Bon-Tarentaise en La Perrière tot de fusiegemeente (commune nouvelle) Courchevel,
- De samenvoeging op 1 januari 2019 van de gemeenten Aigueblanche, Le Bois en Saint-Oyen tot de fusiegemeente (commune nouvelle) Grand-Aigueblanche,
- De samenvoeging op 1 januari 2019 van de gemeenten Bonneval, La Léchère en Feissons-sur-Isère tot de fusiegemeente (commune nouvelle) La Léchère,

omvat het kanton volgende 18 gemeenten:
- Les Allues
- Les Avanchers-Valmorel
- Les Belleville
- Bozel
- Brides-les-Bains
- Champagny-en-Vanoise
- Courchevel
- Feissons-sur-Salins
- Grand-Aigueblanche
- Hautecour
- La Léchère
- Montagny
- Moûtiers
- Notre-Dame-du-Pré
- Planay
- Pralognan-la-Vanoise
- Saint-Marcel
- Salins-Fontaine